# Henry Rowe Schoolcraft
 (août 2023).
La mise en forme du texte ne suit pas les recommandations de Wikipédia : il faut le « wikifier ».
Les points d'amélioration suivants sont les cas les plus fréquents. Le détail des points à revoir est peut-être précisé sur la page de discussion.
- Les titres sont pré-formatés par le logiciel. Ils ne sont ni en capitales, ni en gras.
- Le texte ne doit pas être écrit en capitales (les noms de famille non plus), ni en gras, ni en italique, ni en « petit »…
- Le gras n'est utilisé que pour surligner le titre de l'article dans l'introduction, une seule fois.
- L'italique est rarement utilisé : mots en langue étrangère, titres d'œuvres, noms de bateaux, etc.
- Les citations ne sont pas en italique mais en corps de texte normal. Elles sont entourées par des guillemets français : « et ».
- Les listes à puces sont à éviter, des paragraphes rédigés étant largement préférés. Les tableaux sont à réserver à la présentation de données structurées (résultats, etc.).
- Les appels de note de bas de page (petits chiffres en exposant, introduits par l'outil «  Source ») sont à placer entre la fin de phrase et le point final[comme ça].
- Les liens internes (vers d'autres articles de Wikipédia) sont à choisir avec parcimonie. Créez des liens vers des articles approfondissant le sujet. Les termes génériques sans rapport avec le sujet sont à éviter, ainsi que les répétitions de liens vers un même terme.
- Les liens externes sont à placer uniquement dans une section « Liens externes », à la fin de l'article. Ces liens sont à choisir avec parcimonie suivant les règles définies. Si un lien sert de source à l'article, son insertion dans le texte est à faire par les notes de bas de page.
- La présentation des références doit suivre les conventions bibliographiques. Il est recommandé d'utiliser les modèles {{Ouvrage}}, {{Chapitre}}, {{Article}}, {{Lien web}} et/ou {{Bibliographie}}. Le mode d'édition visuel peut mettre en forme automatiquement les références.
- Insérer une infobox (cadre d'informations à droite) n'est pas obligatoire pour parachever la mise en page.

Pour une aide détaillée, merci de consulter Aide:Wikification.
Si vous pensez que ces points ont été résolus, vous pouvez retirer ce bandeau et améliorer la mise en forme d'un autre article.
Pour les articles homonymes, voir Schoolcraft.
Henry Rowe Schoolcraft (28 mars 1793 à Guilderland – 10 décembre 1864 ) était un géographe, géologue, et ethnologue américain, fameux pour ses études de la culture des peuples premiers d'Amérique, ainsi que la « découverte » le 13 juillet 1832 par un de ses compagnons James Allen de la source du Mississippi, le lac Itasca.
Les connaissances de son épouse sur les légendes des peuples premiers, qu'elle partageait avec Schoolcraft, furent la base du poème épique de Longfellow, The Song of Hiawatha.

## Œuvres
- Journal of a tour into the interior of Missouri and Arkansaw, from Potosi, or Mine a Burton, in Missouri Territory, in a south-west direction, toward the Rocky Mountains performed in the years 1818 and 1819 ; London : Printed for Sir R. Phillips, 1821. (OCLC 40989636)
- Travels through American lakes to sources of Mississippi ... ; Albany, E. & E. Hosford, 1821. (OCLC 52371401)
- Narrative journal of travels from Detroit through the great chain of American lakes, to the sources of the Mississippi river : In the year 1820 ; Albany E. & E. Hosford, 1821. (OCLC 77892952)
  - Voyage de Détroit à travers la grande chaine des lacs de l'Amérique septentrionale aux sources du Mississippi, fait en 1820 ... ; Nouvelles annales des voyages, de la géographie et de l'histoire. 21 cm., tome XI, p. 57-208, tome XII, p.  [5]-20. (OCLC 27639735)
- Journal of a tour into the interior of Missouri and Arkansas...in...1818 and 19. ; 1821. (OCLC 58931628)